# Lon Nol
Lon Nol (tiếng Khmer: លន់នល់, 1913 - 1985) là chính trị gia Campuchia giữ chức Thủ tướng Campuchia hai lần cũng như đã liên tục giữ chức Bộ trưởng Bộ Quốc phòng dưới thời vua Norodom Sihanouk. Ông tự tuyên bố là tổng thống nước Cộng hòa Khmer sau khi thực hiện cuộc đảo chính chống lại chính quyền Sihanouk vào năm 1970.

## Tiểu sử

### Thiếu thời
Lon Nol sinh tại tỉnh Prey Veng vào ngày 13 tháng 11 năm 1913. ông là người Hoa-Khmer Cha là Lon Hin, giữ chức quận trưởng ở Xiêm Riệp và Kampong Thom nhờ thành tích bình định một nhóm cướp ở Prey Veng. Thuở thiếu thời, Lon Nol được gia đình gửi vào học tại trường Lycée Chasseloup-Laubat ở Sài Gòn, Việt Nam, rồi chuyển sang học tiếp ở Học viện Quân sự Hoàng gia Campuchia.

### Thời chính quyền thực dân Pháp
Sau khi tốt nghiệp, ông vào làm việc tại cơ quan Bộ dân chính của thực dân Pháp vào năm 1937. Ban đầu chỉ giữ một chức quan hành chính địa phương nhỏ, trong thời gian đương chức, Lon Nol đã sớm chứng tỏ được năng lực thực sự của một chấp hành viên luôn tuân thủ triệt để những luật lệ của người Pháp để chống lại hàng loạt vụ nổi loạn chống thực dân vào năm 1939. Do công lao trong nhiều năm nhiệm chức, ông được bổ nhiệm làm tỉnh trưởng ở Kratié vào năm 1946 và trở thành lãnh đạo đầu tiên của lực lượng quân cảnh Campuchia. Ngoài ra, trong thời gian này ông còn trở thành đồng minh thân cận của Vua Norodom Sihanouk.
Cuối những năm 1940, Lon Nol đã bắt đầu bước vào sự nghiệp chính trị đầu tiên thông qua việc thành lập một nhóm chính trị bao gồm phe ủng hộ độc lập, phe ủng hộ chính thể quân chủ và những người cánh tả đang có xu hướng tham gia vào quá trình phát triển tình hình chính trị Campuchia. Năm 1952, Lon Nol chính thức tham gia quân đội và thực hiện các hoạt động quân sự chống lại Việt Minh.
Sau khi Campuchia giành lại độc lập, Lon Nol đứng ra lập Đảng Cách tân Campuchia của những người dân tộc chủ nghĩa (cùng với phe cánh tả đứng đầu là Sam Sary và Dap Chhuon) và được bầu làm Chủ tịch Đảng, chính đảng của ông trở thành lực lượng nòng cốt của Sangkum, tổ chức do đích thân Sihanouk thành lập để chống lại cuộc bầu cử năm 1955.

### Thời chính phủ Sihanouk
Cũng vào năm 1955, Lon Nol được bổ nhiệm làm Tổng tham mưu trưởng Quân đội và thăng lên chức Tổng tư lệnh lực lượng vũ trang kiêm Bộ trưởng Bộ Quốc phòng vào năm 1960. Khoảng thời gian từ năm 1966 đến 1967, ông là thủ tướng của Vương quốc Campuchia. Vào thời điểm đó, Lon Nol là một người ủng hộ đáng tin cậy của Sihanouk, lực lượng cảnh sát dưới sự chỉ đạo của ông đã trở thành công cụ đắc lực trong việc đàn áp các phong trào cộng sản bí mật nhỏ ở Campuchia. Nhờ đó mà ông được bổ nhiệm làm Phó Thủ tướng vào năm 1963. Trong khi Sihanouk đang nỗ lực nhằm đưa đất nước tránh xa những tác động của cuộc chiến tranh Đông Dương thứ hai (hay còn gọi là chiến tranh Việt Nam) nhằm hướng tới một chính sách đối ngoại mang tính "trung lập cực đoan", có liên quan đến việc liên kết với Trung Quốc và lơ là các hoạt động của Việt Nam Dân chủ Cộng hòa trên biên giới phía đông, thì trái lại Lon Nol vẫn thể hiện mối thân thiện với phía Mỹ, đồng thời chỉ ra rằng ông lấy làm tiếc về việc kết thúc viện trợ của Mỹ từ sau năm 1963.
Năm 1966, Campuchia đã tổ chức các cuộc bầu cử Quốc hội đại diện cho sự thay đổi lớn trong cán cân quyền lực đối với Lon Nol và các yếu tố hữu khuynh của Sangkum, một ứng cử viên bảo thủ và thuộc cánh hữu đã giành lấy chiến thắng với số phiếu áp đảo. Lon Nol trở thành Thủ tướng Chính phủ và năm sau, ông sử dụng quân đội phe mình dưới quyền Sihanouk để thực hiện việc đàn áp dã man một cuộc nổi dậy của phe cánh tả lấy cảm hứng từ cuộc nổi loạn Samlaut ở Battambang. Không may, Lon Nol bị thương trong một vụ tai nạn xe hơi vào năm 1967, phải tạm thời từ chức về dưỡng bệnh tại quê nhà. Tuy nhiên, vào năm 1968, ông tiếp tục trở lại chính trường và vẫn giữ nguyên chức vụ Bộ trưởng Quốc phòng. Năm 1969, Lon Nol trở thành Thủ tướng lần thứ hai, bắt đầu ra sức chống đối Sihanouk và kết thân với Hoàng thân Sirik Matak, một chính khách phái thân Mỹ.

### Cuộc đảo chính lật đổ Sihanouk

Ba nhân vật đứng đằng sau cuộc đảo chính năm 1970. Từ trái sang phải: Sirik Matak, Lon Nol và In Tam.

Sihanouk tuyên bố cuộc đảo chính năm 1970 chống lại ông là kết quả của một liên minh giữa kẻ thù lâu đời là nhà chính trị lưu vong Sơn Ngọc Thành và Sirik Matak, với sự hỗ trợ và soạn thảo kế hoạch của CIA. Không phân biệt bất kỳ lời tuyên bố nào ngược lại, cũng không có bằng chứng cụ thể nào nói về sự tham gia của CIA trong cuộc đảo chính năm 1970. Theo như một nguồn tài liệu tham khảo khác (Deac Wilfred P., "Hành trình đến Cánh đồng chết: Chiến tranh Campuchia 1970-1975" (Texas A & M University Press, 1997) pp. 61–2, Robert Dallek, "Nixon và Kissinger: các đối tác trong quyền lực, "(Harper Collins, 2007), p. 191, Steve Heder" cộng sản Campuchia và mô hình tiếng Việt, Tập I: Noi gương và Độc lập, 1930-1975, "(White Lotus Press, 2004), tr.156.) cho biết: Có vẻ như khả năng ban đầu là Lon Nol dự định tăng cường địa vị của ông để chống lại Việt Nam Dân chủ Cộng hòa với mục đích cuối cùng là ngăn cản quân đội của họ (và cả người của Việt Cộng) hoạt động lén lút bên trong biên giới Campuchia, và muốn tạo áp lực vào Sihanouk để đạt được điều này. Tuy nhiên, các sự kiện nhanh chóng phát triển vượt xa kế hoạch ban đầu và với sự khuyến khích của Sirik Matak cùng phe cánh thân thuộc, Lon Nol cuối cùng đã sắp đặt việc loại bỏ Sihanouk.
Trong khi Sihanouk ra nước ngoài công du vào tháng 3 năm 1970, thì tại Phnom Penh đã bùng nổ một cuộc bạo động chống lại Việt Nam. Ngày 12 tháng 3, Lon Nol và Sirik Matak hạ lệnh đóng cửa cảng Sihanoukville, nơi vận chuyển vũ khí lậu tới tay Mặt trận Dân tộc Giải phóng miền Nam Việt Nam và Việt Nam Dân chủ Cộng hòa, đồng thời ban hành tối hậu thư yêu cầu tất cả lực lượng Quân đội Nhân dân Việt Nam và Quân Giải phóng Miền Nam Việt Nam phải rút khỏi đất Campuchia trong vòng 72 giờ hoặc phải đối mặt với hành động quân sự.
Ban đầu Lon Nol từ chối ủng hộ việc lật đổ chính phủ Sihanouk, buộc lòng Sirik Matak phải cho chạy một cuộn băng ghi âm lại một cuộc họp báo từ Paris, trong đó Sihanouk khiển trách họ vì sự bất ổn chính trị và dọa sẽ xử tử cả hai khi ông trở về Phnom Penh. Tuy nhiên, Thủ tướng Chính phủ vẫn không chắc chắn về việc kích động một cuộc bỏ phiếu trong Quốc hội. Vào tối ngày 17 tháng 3 năm 1970, Sirik Matak cùng với ba viên sĩ quan quân đội, đã vội vàng đi đến Phủ Thủ tướng và chĩa súng dọa bắn để buộc Lon Nol phải ký các văn kiện trọng yếu.
Cuộc bỏ phiếu được thực hiện trong Quốc hội vào ngày 18 tháng 3, theo đấy thì Sihanouk bị tước đoạt hết quyền lực. Lon Nol trên thực tế đã chiếm lấy quyền hạn của một nguyên thủ quốc gia với sự hậu thuẫn của Mỹ. Tiếp đến, chính quyền lon Nol còn cho binh lính xông vào đập phá Tòa đại sứ Nước Việt Nam Dân chủ Cộng hòa và Chính phủ Cách mạng Lâm thời Cộng hòa miền Nam Việt Nam nhằm răn đe, cảnh cáo về mặt ngoại giao. Ngày 28 và 29 tháng 3, nổ ra các cuộc biểu tình quy mô lớn của những người có thiện cảm với Sihanouk tại các thành phố ở một số tỉnh trên toàn quốc, thế nhưng lực lượng quân đội và cảnh sát dưới quyền Lon Nol đã nhanh chóng đàn áp dữ dội người biểu tình, khiến hàng trăm người tử vong, làm dư luận trong và ngoài nước phẫn nộ cực lực lên án trong một thời gian dài. Nước Cộng hòa Khmer được chính thức tuyên bố thành lập vào tháng 10, Lon Nol trở thành vị Tổng thống đầu tiên và duy nhất của Campuchia vào năm 1970 với đa số phiếu áp đảo tuyệt đối, dù không ít người tỏ vẻ nghi ngờ có sự gian lận bầu cử và do phía Mỹ chống lưng. Riêng về trường hợp Sihanouk, cựu lãnh đạo chính phủ lưu vong GRUNK kết hợp với tổ chức cộng sản Khmer Đỏ đã bị chính quyền Lon Nol kết án tử hình vắng mặt. Trong khi đó, Mỹ cùng đồng minh thân cận là Việt Nam Cộng hòa lập tức phát động Chiến dịch Campuchia ngay từ tháng 4 năm 1970, nhằm mục tiêu tung quân tiến sâu vào lãnh thổ Campuchia truy kích Quân đội Nhân dân Việt Nam và Quân Giải phóng Miền Nam, kể từ đó chế độ Lon Nol bắt đầu lún sâu vào cuộc chiến tranh Đông Dương thứ hai.

### Cộng hòa Khmer và cuộc nội chiến

Quốc kỳ nước Cộng hòa Khmer.

Sau khi lật đổ Chính quyền Sihanouk, Nol và Hoàng tử Sisowath Sirik Matak yêu cầu quân đội Việt Nam Dân chủ Cộng hòa rút khỏi lãnh thổ Campuchia, đồng thời đóng cửa những điểm tập kết khí tài của lực lượng quân đội Việt Nam trên đất Campuchia, tướng Lon Nol thực hiện đường lối thân phương Tây, chống người Việt cộng và triệt thoái tư tưởng cộng sản. Tại thời điểm đó, Mỹ tổ chức các chiến dịch ném bom tại Campuchia cũng được coi là nhằm tiêu diệt các căn cứ của Việt Nam. Trung Quốc khi đó cũng tăng cường viện trợ quân sự cho lực lượng Khmer Đỏ, nhằm chống lại chính phủ cộng hòa do tướng Lon Nol thành lập. Còn Sihanouk sang lưu vong tại Trung Quốc và kết thân với phe cộng sản.
Cộng hòa Khmer (1970-1975) được thành lập để loại bỏ nạn tham nhũng tràn lan ở Campuchia và khôi phục lại chủ quyền của Campuchia ở các vùng phía đông đang bị quân nổi dậy cộng sản người Việt Nam chiếm đóng do hậu quả từ chính sách "trung lập" của Sihanouk. Bất chấp mục tiêu cao cả, nước cộng hòa tỏ ra tai hại cả về quân sự và chính trị. Thêm vào đó tình trạng sức khỏe của Lon Nol có dấu hiệu suy giảm sau khi ông bị đột quỵ hồi tháng 2 năm 1971. Sự cai trị của ông ngày càng trở nên thất thường và độc đoán như việc ông tự mình bổ nhiệm chức danh Thống chế (một danh hiệu chưa từng có ở Campuchia) vào tháng 4 năm 1971, tiếp đó vào tháng 10 cùng năm ông ra lệnh đình chỉ hoạt động của Quốc hội, mà ông sẽ "không còn chơi trò chơi kiểu dân chủ" nữa. Được sự ủng hộ bởi lòng tin cứng rắn cùng tham vọng vô hạn của người em trai Lon Non, Nol đã thành công trong việc giảm ảnh hưởng của Sirik Matak, In Tam và các nhà lãnh đạo cuộc đảo chính khác. Ông cũng nhấn mạnh đến việc chỉ đạo nhiều hoạt động cá nhân của Lực lượng Vũ trang Quốc gia Khmer (tiếng Pháp: Forces Armées Nationales Khmères - FANK).
Cuộc nội chiến ở Campuchia sau đó diễn ra ác liệt giữa một bên là Lực lượng Vũ trang Quốc gia Khmer dưới sự chỉ huy của tướng Sosthene Fernandez thuộc phe thân Lon Nol và bên kia là Lực lượng giải phóng dân tộc Campuchia, do Khmer Đỏ lãnh đạo. Do tướng Lon Nol xóa bỏ hoàn toàn chế độ quân chủ lập hiến và lập nên chính phủ cộng hòa Khmer, nên Uy tín của ông giảm đi rõ rệt ở khu vực nông thôn, nơi người dân vẫn ủng hộ mạnh mẽ Sihanouk. Ở Bắc Kinh ông Sihanouk thành lập chính quyền lưu vong với tên gọi Chính phủ hoàng gia liên minh các dân tộc Campuchia (GRUNK), và một liên minh chính trị có tên là Mặt trận liên minh dân tộc Campuchia (FUNK), kêu gọi chống lại chính quyền của tướng Lon Nol. Lấy Sihanouk làm biểu tượng đấu tranh khi nắm quyền kiểm soát cả GRUNK và FUNK, Khmer Đỏ đã kêu gọi nông dân nổi dậy. Khi cuộc nội chiến xảy ra, tướng Lon Nol đã kêu gọi trợ giúp từ Chính quyền của Tổng thống Mỹ Nixon. Ngày 18 tháng 10 năm 1970, Washington đã viện trợ tổng cộng 155 triệu USD cho chính quyền của tướng Lon Nol, trong đó 85 triệu USD dành cho lực lượng quân sự. Mỹ tỏ ra tức giận với chính sách lập lờ của Hoàng thân Sihanouk, cho rằng một mặt Sihanouk kêu gọi chính sách trung lập, đồng thời cho phép NVA, PAVN và Việt Cộng chuyển quân trong vùng đất của Campuchia. Tuy vậy, chính quyền của tướng Lon Nol vẫn dễ dàng bị lực lượng Khmer Đỏ đánh bại. Với sự hậu thuẫn của Trung Quốc và Việt Nam, Khmer Đỏ dần nắm quyền kiểm soát ở khu vực nông thôn.
Trong thời gian này, chế độ Lon Nol hoàn toàn phụ thuộc vào một lượng lớn viện trợ của Mỹ và có nguy cơ sụp đổ nếu không nhận được sự hỗ trợ từ các giải pháp chính trị và quân sự cần thiết để có được sự trợ giúp hữu hiệu vào nước cộng hòa đang bị bao vây. Đến đầu năm 1975, chính phủ nước Cộng hòa Khmer rơi vào thế suy yếu cùng cực khi quân đội chỉ còn kiểm soát được một vài thành phố lớn trong đó có thủ đô Phnom Penh. Khốn đốn bởi các cuộc tấn công dữ dội và đẫm máu từ Khmer Đỏ được sự chi viện tích cực từ phía Việt Nam Dân chủ Cộng hòa cùng việc Mỹ cắt đứt viện trợ, đã đẩy FANK rơi vào tình trạng hỗn loạn khi mà đạn dược cùng những nhu yếu phẩm quan trọng cạn kiệt. Khi tình hình chiến sự ngày càng xấu dần khiến tâm trí Lon Nol trở nên hoảng loạn khi ông không chịu nghe lời bất kỳ một cố vấn thân cận nào cả, thay vào đó Lon Nol chìm đắm trong cơn mê tín cực độ và hoàn toàn phụ thuộc vào lời khuyên của các thầy bói, đồng cốt và các phật tử thuộc phái Phật giáo thần bí: chẳng hạn như tại một thời điểm trong thời gian Khmer Đỏ tấn công vào thủ đô Phnom Penh, đích thân Lon Nol đã sai người rắc một đường tròn cát thánh hóa để bảo vệ thủ đô vững chắc thế nhưng đều vô hiệu trước hòa lực hùng hậu của Khmer Đỏ.

### Lưu vong
Ưu tiên hàng đầu của lực lượng Khmer Đỏ sau khi thống nhất Campuchia là triệt tiêu mọi gốc rễ của nước Cộng hòa Khmer bằng cách xử tử tất cả các nhà lãnh đạo và quan chức cấp cao của chế độ cũ không chậm trễ. Số phận của những nhân vật cốt cán khác trong chính quyền Cộng hòa Khmer như Lon Non, Long Boret hay Hoàng thân Sisowath đều ở lại Campuchia sau giải phóng và chẳng mấy chốc họ đều bị Khmer Đỏ bắt giữ và mang ra hành quyết một cách dã man, chỉ riêng Lon Nol là may mắn trốn thoát kịp thời. Vào tháng 4, 1975, khi lực lượng Khmer Đỏ bao vây Phnom Penh, Lon Nol tuyên bố từ chức Tổng thống nước Cộng hòa Khmer và nhanh chóng ra phi trường rồi leo lên một chiếc chuyên cơ riêng trốn khỏi đất nước đến tạm trú ở Indonesia một thời gian rồi sau tới định cư tại Hawaii vào năm 1979. Không lâu sau thì ông chuyển đến sống tại Fullerton, California và mất tại đó vào ngày 17 tháng 11 năm 1985.

## Quan điểm chính trị
Dù ra tay hành động lật đổ Sihanouk, nhưng Lon Nol lại là người tin tưởng vững chắc vào hệ thống đẳng cấp theo truyền thống của Campuchia, chẳng hạn như sau khi Sihanouk bị hạ bệ phải chạy ra nước ngoài sống lưu vong thì ông đã vội vàng chạy đến cung điện hoàng gia và phủ phục dưới chân Thái hậu Sisowath Kossamak hành lễ nhằm cầu xin sự tha thứ. Ngoài ra, ông còn đặt tên hệ tư tưởng của riêng mình là chủ nghĩa Tân Khmer, kiểu như một sự pha trộn giữa chủ nghĩa dân tộc Sô vanh và chủ nghĩa thần bí. Hơn nữa, ông còn bày tỏ tham vọng tái hợp dân tộc Khmer của Campuchia với người Khmer Krom của đồng bằng sông Cửu Long và Khmer Surin của Thái Lan, dự kiến sẽ hình thành một nhà nước gồm 30 triệu dân vào năm 2020. Thêm vào đó, Lon Nol thường yêu cầu các thuộc chức cùng những kẻ thân tín phải ôm kiểu truyền thống trong nghi thức xã giao hàng ngày mà ông gọi là 'chiến binh thánh' (yuthesel) người Mon-Khmer, đồng thời ông cũng khuyến khích họ xem ông như vị "Cha Đen", một cái tên ám chỉ màu da đen được coi là dấu hiệu của một người Khmer 'chân chính'.